# Velipojë
Velipojë è una frazione del comune di Scutari in Albania (prefettura di Scutari).

## Storia e geografia
Fino alla riforma amministrativa del 2015 era comune autonomo, dopo la riforma è stato accorpato, insieme agli ex-comuni di Ana e Malit, Berdicë, Dajç, Gur i Zi, Postribë, Rrethinat, Pult, Scutari, Shalë e Velipojë a costituire la municipalità di Scutari.
Il centro abitato è situato lungo l'estuario del fiume Boiana (l'unico fiume navigabile della nazione) al confine col Montenegro. Nonostante la relativa vicinanza con l'altra stazione balneare poco più a sud, San Giovanni di Medua, ad appena 20 chilometri, la mancanza di una strada litoranea costringe alla percorrenza di 70 chilometri per poter collegare le due cittadine marittime.

## Località
Il comune era formato dall'insieme delle seguenti località:
- Velipoje Sektor
- Pulaj
- Luarz
- Baks-Rrjoll
- Gomsiqe
- Reç
- Cas
- Mali i Kolaj
- MbiSuk
- Selmanaj

## Sport
La cittadina è sede del club di calcio KS Ada Velipojë che milita nella seconda serie del campionato albanese di calcio.